# Irene Manton
Irene Manton, född 1904, död 1988, var en engelsk botaniker. 
Mantog fick sin doktorsexamen 1939 och var 1946-1969 professor vid universitetet i Leeds. Året 1961 blev hon hedersdoktor vid universitetet i Oslo. Mantog undersökte ormbunkarnas genetiska egenskaper samt encelliga organismer med hjälp av elektronmikroskop. Ett av hennes andra forskningsfält var kärlväxternas systematik.
Nedslagskratern Manton på planeten Venus är uppkallad efter henne och hennes syster.